# 整数法则

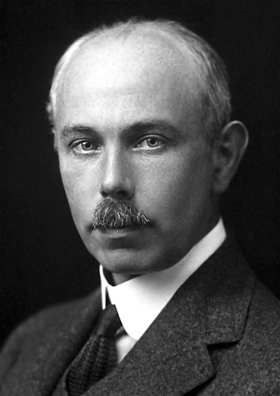
弗朗西斯·阿斯顿因阐明整数法则而获得 1922 年诺贝尔化学奖。

在化学中，整数法则是指核素的质量是氢原子质量的整数倍。
该法则是普洛特1815年所提假说的修改版本，其大意是任一原子的质量是氢原子质量的整数倍。  整数法则也称为阿斯顿整数法则，以弗朗西斯·阿斯顿的名字命名。
弗朗西斯·阿斯顿因发现大量元素的非放射性同位素（通过质谱仪发现），以及对整数法则的阐述而荣获1922年诺贝尔化学奖。